# یان مای
یان مای (انگلیسی: Jan May؛ زادهٔ ۱۱ ژوئن ۱۹۹۵) دوچرخه‌سوار اهل آلمان است.
وی در مسابقات کشوری و بین‌المللی در مجموع برندهٔ ۱ مدال برنز شده‌است.